# ساغيباربا
إيمليو ساغي لينان (بالإسبانية: Emilio Sagi Barba)، من مواليد 15 مارس 1900 في بوليفار في بيونس آيرس في الأرجنتين وتوفي في 25 مايو 1951 في برشلونة، لاعب كرة قدم سابق، وكان يلعب في مركز الجناح الأيسر في فترة العشرينات والثلاثينات من القرن الماضي، وقد لعب مع نادي برشلونة 455 مباراة وسجل 134 هدف، وكان من أعضاء الفريق الذهبي لبرشلونة المتكون من باولينو ألكنتارا وجوسيب ساميتيير وريكاردو زامورا وفليكس سيسوماغا وفرانز بلاتكو وكانوا تحت قيادة المدرب جاك غرينويل.
و قد إنضم ساغيباربا إلى نادي برشلونة في عام 1915، وفي عام 1917 لعب مباراته الأولى مع الفريق، وفي عام 1919 أعتزل كرة القدم لفترة وجيزة وتفرغ للدراسة، وفي عام 1922 إنضم إلى نادي برشلونة مرة أخرى، وقد اعتزل كرة القدم في عام 1932.

## وصلات خارجية
- ساغيباربا على موقع قاعدة بيانات كرة القدم.إي يو (الإنجليزية)
- ساغيباربا على موقع ناشيونال فوتبول تيمز (الإنجليزية)
- ساغيباربا على موقع عالم كرة القدم.نت (الإنجليزية)